# Бемпинг
Бемпинг (англ. Bumping River) — река в центральной части штата Вашингтон, США. Приток реки Начес (приток Якимы). Длина около 40 км в длину.
Берёт начало на восточных склонах Каскадных гор, вытекая из озера Фёрст-Лейк вблизи горы Крэг. Течёт на северо-восток, протекая через естественное озеро Бемпинг, которое было увеличено путём строительства плотины. После выхода из озера продолжает течь в северо-восточном направлении. Принимает крупный приток Америкен, а через несколько миль после этого сливается с рекой Литл-Начес, формируя реку Начес.